# Obszar Chronionego Krajobrazu Góry Bardzkie i Sowie
Obszar Chronionego Krajobrazu Góry Bardzkie i Sowie (OChKGB i S) – obszar chronionego krajobrazu w południowo-zachodniej Polsce, w woj. dolnośląskim. Położony jest na terenie Gór Sowich i Bardzkich na obszarze powiatów: kłodzkiego, ząbkowickiego, dzierżoniowskiego, świdnickiego, wałbrzyskiego.
Obszar Chronionego Krajobrazu Góry Bardzkie i Sowie utworzono w 1981 roku na mocy Uchwały Nr 35/81 Wojewódzkiej Rady Narodowej w Wałbrzychu – Dziennik Urzędowy Wojewódzkiej Rady Narodowej w Wałbrzychu z dn 09.11.81r., Nr 5, poz. 46. Obszar chronionego krajobrazu o powierzchni 17 336,0 ha, obejmuje swym zasięgiem główne grzbiety górskie dwóch pasm Sudetów Środkowych: Góry Bardzkie w całości, oraz północną i południową część Gór Sowich, wraz ze znajdującymi się w ich obrębie: rezerwatami przyrody, utworami geologicznymi, korytarzami ekologicznymi oraz wartościowymi krajobrazowo terenami o różnych ekosystemach.
Góry Bardzkie i Sowie na terenie obszaru tworzą, jeden długi grzbiet górski, ciągnący się od Przełęczy Kłodzkiej na wschodzie, aż po przełomową dolinę Bystrzycy na zachodzie. Grzbiet w wielu miejscach poprzecinany jest przełęczami, a zbocza ponacinane licznymi dolinami górskich potoków, co spowodowało fragmentaryczne wykształcenie się roślinności charakterystycznej dla regla górnego. Obszar obejmuje głównie tereny leśne, obrzeża, a także łąki górskie i bliźniczyska. Lasy zajmują prawie 90% obszaru.
Na terenie obszaru występują pomniki przyrody, ożywionej i nieożywionej oraz ich skupiska, chronione ze względu na szczególne wartości naukowe, kulturowe, historyczno-pamiątkowe i krajobrazowe. Odznaczające się indywidualnymi cechami, które wyróżniane są wśród innych utworów, w szczególności są to stare o dużych rozmiarach drzewa i krzewy, źródła, wodospady, skałki, jary, głazy, doliny potoków górskich oraz urwiska skalne.
Na obszarze występuje kilka typów siedlisk, szczególnie cenne są duże obszary żyznych i kwaśnych buczyn, acidofilne dąbrowy oraz zbiorowiska lasów łęgowych nad górskimi potokami. Występuje tu prawie 70 ha lasów jaworowych i klonowo-lipowych, co stanowi blisko 15% całkowitej powierzchni tych lasów na terenie Dolnego Śląska.
Obszar Chronionego Krajobrazu Góry Bardzkie i Sowie stanowi naturalną otulinę Parku Krajobrazowego Gór Sowich.

## Rezerwaty przyrody na terenie obszaru
- Rezerwat przyrody Cisy,
- Rezerwat przyrody Cisowa Góra,
- Rezerwat przyrody Góra Choina[2].